# 홍순협
홍순협(1960년 ~ )은 대한민국의 변호사이다.

## 학력
- 서울대학교 사회학과

## 경력
- 제14기 사법연수원
- 육군법무관
- 서울민사지방법원 판사
- 국회의원 이부영 법률상담소장
- 변호사 사무실

## 출연작

### MBC 표준FM
- 홍순협의 생활법률 (1994년 10월 10일 ~ 1995년 10월 8일)

## 저서
- 1995년 : 홍순협의 생활법률